# Германия на «Евровидении-1998»
Германия принимала участие в сорок третьем выпуске телевизионного конкурса Евровидение-1998, который состоялся 9 мая в Бирмингеме, Великобритания. Страну представлял эпатажный певец Гильдо Хорн при поддержке группы Die Orthopädischen Strümpfe с песней Guildo hat euch lieb! ("Гильдо любит тебя!"), написанной Стефаном Раабом под псевдонимом Альф Игель. По итогам голосования Хорн занял седьмое место из 25, набрав 86 очков. Данный результат позволил Германии принять участие на Евровидение-1999. Таким образом, Guildo hat euch lieb! стала предшественницей немецкой заявки на конкурс 1999 года Reise nach Jerusalem – Kudüs'e Seyahat в исполнении группы Sürpriz. Конкурс был показан ARD на канале Das Erste с комментариями Петера Урбана. Глашатаем, объявлявшим очки Германии, была певица Нена.

## До «Евровидения»

### Countdown Grand Prix 1998
Начиная с 1996 года немецкий вещатель ARD при поддержке региональной телекомпании NDR организовывал национальный отбор для выбора артиста и песни на Евровидение. В 1998 году данный формат вновь использовался ARD и NDR. Национальный отбор под названием Countdown Grand Prix состоялся 26 февраля 1998 года в Стадхалле в Бремене. Ведущими были Аксель Бультхаупт и знаменитая певица Нена. Как и в прошлые годы победитель отбора, а также исполнители, занявшие второе и третье место, определялись посредством публичного телеголосования. Гильдо Хорн с песней Guildo hat euch lieb! был объявлен победителем среди десяти участников Countdown Grand Prix. Среди других конкурсантов присутствовала группа Wind, трёхкратный представитель Германии на Евровидение-1985, 1987 и 1992. Countdown Grand Prix 1998 также стал последним публичным отбором, где были представлены песни только на немецком языке.
| Порядковый номер | Исполнитель       | Название песни                | Автор(ы)                       | Проценты | Место |
| ---------------- | ----------------- | ----------------------------- | ------------------------------ | -------- | ----- |
| 1                | Шана              | Es regnet nie in Texas        | Франц Тройя, Клаус Хиршбургер  | -        | 9     |
| 2                | Ballhouse         | Can-Can                       | Ральф Сигель, Бернд Майнунгер  | -        | 6     |
| 3                | Мария Перцль      | Freut Euch!                   | Маркус Крюгер, Дирк Шелпмейер  | -        | 10    |
| 4                | Diana and Wind    | Lass die Herzen sich berühren | Петер Вейгель, Андреас Леббинг | -        | 5     |
| 5                | Шерон             | Kids                          | Ральф Сигель, Бернд Майнунгер  | -        | 8     |
| 6                | Гильдо Хорн       | Guildo hat euch lieb!         | Альф Игель                     | 62%      | 1     |
| 7                | Rosenstolz        | Herzensschöner                | Петер Плят, Андреа Розенбаум   | 10,6%    | 2     |
| 8                | Köpenick          | Carneval                      | Ральф Сигель, Бернд Майнунгер  | -        | 7     |
| 9                | Fokker            | Gel-Song (Kleine Melodie)     | Fokker                         | -        | 4     |
| 10               | Die Jungen Tenöre | Du bist ein Teil von mir      | Йорг Эверс                     | 10,1%    | 3     |

## На «Евровидении»
Первоначально из-за низкого среднего балла 42,25 Германия должна была пропустить Евровидение-1998. Однако Италия, имевшая более высокий средний балл 79,5, отказалась от участия и стала бойкотировать конкурс вплоть до 2011 года. Поэтому Германии была предоставлена отсрочка и страну допустили к участию. Перед началом конкурса BBC сообщила, что букмекеры поставили Гильдо Хорна на восьмое место. Хорн выступал под номером 9, между предполагаемым победителем Израилем и Мальтой. На Евровидение певец выступал с группой Die Orthopädischen Strümpfe и запомнился зрителям благодаря безумному перформансу, в ходе которого он сидел на коленях у Кэти Бойль, а в конце залез под крышу стадиона. В конце голосования Германия заняла седьмое место из 25, набрав 86 очков, включая 12 очков от Нидерландов, Испании и Швейцарии. Германия также была одной из многих стран-участниц, использовавших телеголосование, введённое Европейским вещательным союзом годом ранее. 12 очков немецкие телезрители присудили Турции. Стефан Рааб, автор немецкой заявки, был дирижёром.

### Голосование
| Очки      | Страна                             |
| --------- | ---------------------------------- |
| 12 баллов | - Испания - Нидерланды - Швейцария |
| 10 баллов | - Португалия                       |
| 8 баллов  | - Ирландия - Словения              |
| 7 баллов  | - Бельгия                          |
| 6 баллов  | - Великобритания - Румыния         |
| 5 баллов  |                                    |
| 4 балла   |                                    |
| 3 балла   | - Греция                           |
| 2 балла   |                                    |
| 1 балл    | - Финляндия - Эстония              |

| Очки      | Страна         |
| --------- | -------------- |
| 12 баллов | Турция         |
| 10 баллов | Хорватия       |
| 8 баллов  | Мальта         |
| 7 баллов  | Израиль        |
| 6 баллов  | Нидерланды     |
| 5 баллов  | Польша         |
| 4 балла   | Бельгия        |
| 3 балла   | Норвегия       |
| 2 балла   | Ирландия       |
| 1 балл    | Великобритания |